# Pierre Latour
Pierre Latour, ook bekend onder de naam Pierre-Roger Latour, (Romans-sur-Isère, 12 oktober 1993) is een Frans wielrenner die sinds 2021 rijdt voor Team TotalEnergies, dat hem in 2021 overnam van AG2R La Mondiale; daarvoor reed hij voor Chambéry Cyclisme Formation, hun opleidingsploeg.

## Carrière
In 2016 behaalde Latour zijn grootste overwinning tot dan toe door op de voorlaatste dag van de Ronde van Spanje in een sprint bergop Darwin Atapuma naar de tweede plaats te verwijzen. Drie weken later werd hij tiende in de door Esteban Chaves gewonnen Ronde van Lombardije.

## Belangrijkste overwinningen
2011
1e etappe Rothaus Regio-Tour
2013
Jongerenklassement Ronde van de Isard
 Wegrit op de Francophoniespelen
Jongerenklassement Ronde van Gévaudan Languedoc-Roussillon
2015
4e etappe Ronde van de Ain
Jongerenklassement Ronde van de Ain
2016
Jongerenklassement Ster van Bessèges
Jongerenklassement Internationaal Wegcriterium
Jongerenklassement Ronde van Romandië
20e etappe Ronde van Spanje
2017
Jongerenklassement Ronde van Romandië
 Frans kampioen tijdrijden, Elite
2018
Jongerenklassement Ronde van Catalonië
Jongerenklassement Critérium du Dauphiné
 Frans kampioen tijdrijden, Elite
 Jongerenklassement Ronde van Frankrijk
2019
Puntenklassement Ronde van Polen
2021
3e etappe Ronde van Asturië
Tour de Tietema 100k sprint (geen UCI-zege)
2024
5e etappe (ITT) Ronde van Rwanda
Bergklassement Ronde van Rwanda
2025
1e etappe Boucles de la Mayenne
Puntenklassement Boucles de la Mayenne

## Resultaten in voornaamste wedstrijden
| Jaar | Ronde van Italië | Ronde van Frankrijk | Ronde van Spanje |
| ---- | ---------------- | ------------------- | ---------------- |
| 2015 |                  |                     |                  |
| 2016 |                  |                     | 28e (1)          |
| 2017 |                  | 29e                 |                  |
| 2018 |                  | 13e                 |                  |
| 2019 |                  |                     | 35e              |
| 2020 |                  | opgave              |                  |
| 2021 |                  | 47e                 |                  |
| 2022 |                  | 57e                 |                  |
| 2023 |                  | 75e                 | opgave           |

| Jaar | Luik-Bast.‑Luik | Ronde van Lombardije | Waalse Pijl | Strade Bianche |  | Wereldranglijsten |
| ---- | --------------- | -------------------- | ----------- | -------------- |  | ----------------- |
| 2015 |                 | 78e                  |             | opgave         |  |                   |
| 2016 |                 | 10e                  | 19e         |                |  | 119e (UWT)        |
| 2017 | 146e            | 65e                  | 14e         |                |  | 149e (UWT)        |
| 2018 |                 |                      |             | 19e            |  | 51e (UWT)         |
| 2019 |                 | 9e                   |             |                |  | 198e (UWR)        |
| 2020 |                 |                      |             |                |  |                   |
| 2021 | 78e             |                      |             |                |  |                   |
| 2022 |                 | 31e                  |             |                |  |                   |
| 2023 |                 | 33e                  |             |                |  |                   |

### Resultaten in kleinere rondes
| Jaar | Tour Down Under | Parijs-Nice | Ronde van Catalonië | Ronde van het Baskenland | Ronde van Romandië | Critérium du Dauphiné | Ronde van Zwitserland |
| ---- | --------------- | ----------- | ------------------- | ------------------------ | ------------------ | --------------------- | --------------------- |
| 2015 |                 |             | 96e                 |                          |                    |                       |                       |
| 2016 |                 | 76e         |                     | 14e                      | 12e                |                       | opgave                |
| 2017 |                 | 49e         | 32e                 |                          | 14e                | 15e                   |                       |
| 2018 | 13e             |             | ↑                   |                          |                    |                       |                       |
| 2019 | 32e             |             |                     |                          |                    |                       | opgave                |
| 2020 |                 | opgave      |                     |                          |                    | 70e                   |                       |
| 2021 |                 |             |                     |                          |                    |                       |                       |
| 2022 |                 |             |                     |                          |                    |                       |                       |
| 2023 |                 |             |                     | opgave                   |                    |                       |                       |
| 2024 |                 | opgave      |                     |                          |                    |                       |                       |

## Ploegen
- 2013 –  AG2R La Mondiale (stagiair vanaf 1-8)
- 2015 –  AG2R La Mondiale
- 2016 –  AG2R La Mondiale
- 2017 –  AG2R La Mondiale
- 2018 –  AG2R La Mondiale
- 2019 –  AG2R La Mondiale
- 2020 –  AG2R La Mondiale
- 2021 –  Total Direct Energie
- 2022 –  Team TotalEnergies
- 2023 –  TotalEnergies
- 2024 –  TotalEnergies
- 2025 –  TotalEnergies

Appollonio ·
Bagdonas ·
Bardet ·
Belletti ·
Bérard ·
Betancur ·
Bonnafond ·
Bouet ·
Chainel ·
Cherel ·
Domont ·
Dumoulin ·
Dupont ·
Gadret ·
Gastauer ·
Georges (tot 31/05) ·
Hoetarovitsj ·
Houle ·
Iglinski ·
Kadri ·
Kern · 
Minard ·
Mondory ·
Montaguti ·
Nocentini ·
Péraud ·
Pozzovivo ·
Ravard ·
Riblon ·
Brun (stagiair) ·
Chavanne (stagiair) ·
Latour (stagiair)
Bagdonas · Bakelants · Bardet · Bérard · Betancur · Bonnafond · Cherel · Daniel · Denz · Domont · Dumoulin · Dupont · Gastauer · Gaudin · Gougeard · Gretsch · Houle · Jauregui · Kadri · Latour · Minard · Mondory · Montaguti ·  Nocentini · Péraud · Pozzovivo · Riblon · Turgot · Vansummeren · Vuillermoz · Bidard (stagiair) · Campistrous (stagiair) · Pereira (stagiair)
Bagdonas · Bakelants · Bardet · Bérard · Bidard · Bonnafond · Cherel · Daniel · Denz · Domont · Dumoulin · Dupont · Gastauer · Gaudin · Gautier · Gougeard · Gretsch · Houle · Jauregui · Kadri · Latour · Minard · Montaguti · Péraud · Pozzovivo · Riblon · Sergent · Turgot · Vansummeren · Vuillermoz · Cosnefroy (stagiair) · Fabre (stagiair) · Rochas (stagiair)
Bagdonas · Bakelants · Barbier · Bardet · Bérard · Bidard · Cherel · Chevrier · Cosnefroy · Denz · Domont · Dumoulin · Dupont · Duval · Enger · Frank · Gastauer · Gautier · Geniez · Gougeard · Houle · Jauregui · Latour · Montaguti · Naesen · Peters · Pozzovivo · Riblon · Vandenbergh · Vuillermoz · Doléatto (stagiair) · Geniets (stagiair) · Russo (stagiair)
Bagdonas · Bakelants · Barbier · Bardet · Bidard · Cherel · Chevrier · Cosnefroy · Denz · Dillier · Domont · Dumoulin · Dupont · Duval · Frank · Gallopin · Gastauer · Gautier · Geniez · Gougeard · Jauregui · Latour · Montaguti · Naesen · Peters · Vandenbergh · Venturini · Vuillermoz
Bagdonas · Bardet · Bidard · Bouchard · Cherel · Chevrier · Cosnefroy · Denz · Dillier · Domont · Dumoulin · Dupont · Duval · Frank · Gallopin · Gastauer · Geniez · Godon · Gougeard · Hänninen · Jauregui · Latour · Naesen · Paret-Peintre · Peters · Vandenbergh · Venturini · Vuillermoz · Warbasse · Champoussin (stagiair) · Hänninen (stagiair) · Jorgenson (stagiair) · Jullien (stagiair)
Bardet · Bidard · Bouchard · Champoussin (vanaf 1 april) · Cherel · Chevrier · Cosnefroy · Dillier · Domont · Duval · Frank · Gallopin · Gastauer · Geniez · Godon · Gougeard · Hänninen · Jauregui · Latour · L. Naesen · O. Naesen · Paret-Peintre · Peters · Tanfield · Vandenbergh · Vendrame · Venturini · Vuillermoz · Warbasse · Jullien (stagiair) · Reugel (stagiair) · Verger (stagiair)
Boasson Hagen · Bodnar · Bonifazio · Burgaudeau · Cabot · de la Parte · Doubey · Dujardin · Ferron · Geniez (tot 31/5) · Grellier · Jousseaume · Latour · Lawless · Manzin · Oss · Ourselin · Rodríguez · J. Sagan · P. Sagan · Simon · Soupe · Terpstra · Turgis · Van Gestel · Vuillermoz · Devanne (stagiair) · Vercher (stagiair)
Boasson Hagen · Bodnar · Bonnet · Burgaudeau · Cabot · Cras · de la Parte · Doubey · Dujardin · Ferron · Grellier · Jeannière · Jousseaume · Latour · Manzin · Oss · Ourselin · Sagan · Simon · Soupe · Tesson · Turgis · Van Gestel · Vercher · Vuillermoz · Boniface (stagiair) · Cialone (stagiair) · Grolier (stagiair)
Boniface · Bonnet · Burgaudeau · Cras · Doubey · Dujardin · Ferron · Gachignard · Grellier · Jeannière · Jegat · Jousseaume · Latour · Manzin · Ourselin · Simon · Soupe · Tesson · Turgis · Vadic · Van Gestel · Vercher · Vuillermoz · Boulahoite (stagiair) · Marcerou (stagiair) · Sanchez (stagiair)